# 설원 (신라)
설원(薛原, 549년 ~ 606년) 또는 설화랑(薛花郞)은 최초의 화랑 국선이자 제7대 풍월주이다.

## 가족 관계

### 선대
- 아버지 : 설성(薛成)
- 어머니 : 금진부인 김씨(金珍夫人 金氏)

### 부인과 후손
- 부인 : 준화낭주 김씨(俊華娘主 金氏)
  - 아들 : 설웅(薛雄)
  - 아들 : 잉피(仍皮)
    - 손자 : 설담날
    - 손부 : 포회 조씨
      - 증손자 : 원효대사

  - 딸 : 정금낭주(淨金郎主)
- 부인 : 개원낭주 김씨(開元娘主 金氏)
  - 아들 : 충죽(忠竹)
  - 아들 : 선죽(善竹)
  - 딸 : 개?(開?)
  - 딸 : 개천(開川)
  - 딸 : 선월(善月)
  - 딸 : 양월(良月)
- 정인 : 미실궁주 김씨(美室宮主 金氏)
  - 아들 : 보종(寶宗) - 제16대 풍월주
- 정인 : 준모(俊毛)
  - 딸 : 미모낭주 설씨
    - 손녀 : 유모부인(柔毛夫人) : 호림공의 부인
    - 손녀 : 영모부인(令毛夫人) : 김유신의 부인
- 정인 : 후만(厚滿)
  - 후단(厚丹)

## 관련 작품

### 드라마
- 《선덕여왕》(MBC, 2009년, 배우:전노민)

## 같이 보기
- 풍월주